# 威廉·汉纳
威廉·邓比·“比尔”·汉纳（英語：William Denby "Bill" Hanna；1910年7月14日—2001年3月22日）是美国动画师、导演、制片人、配音演员和卡通画师，他创作的电影和电视动画角色曾在20世纪大部分时间里娱乐全世界数以亿计的观众。
汉纳于1910年在新墨西哥州寇里县出生，年幼时经常随家人搬家。1919年定居加利福尼亚州康普顿后，汉纳成为鹰级童军。1928年在康普顿高中毕业后，他曾短暂就读康普顿市立学院，后因经济大萧条退学。接下来几个月汉纳到处打零工，于1930年加入哈曼与伊辛动画工作室。20世纪30年代期间，汉纳曾参与制作包括《船长与孩子们》在内的多部动画片，工作能力和知名度都日益增长。1937年，正在米高梅工作的汉纳结识约瑟夫·巴伯拉，两人开始长达60余年的合作，很快就因制作《猫和老鼠》和真人与动画角色共同演出的电影打响名气。米高梅解散动画部门后，巴伯拉和汉纳于1957年共同创立汉纳巴伯拉动画，成为业界最成功的电视动画制片商，推出的动画片包括《摩登原始人》《瑜伽熊秀》《史酷比》《无敌神猫》《蓝精灵》《哈克狗》和《杰森一家》。1967年，塔夫脱广播公司以1200万美元价格收购汉纳巴伯拉动画，但两名创始人继续担任公司首脑，直至1991年塔夫脱广播又将他们的公司转卖给透纳广播公司时止。1996年，透纳广播公司同华纳兄弟母公司时代华纳合并，巴伯拉和汉纳此后继续在新公司担任顾问。
巴伯拉和汉纳先后七次获奥斯卡金像奖，八次获艾美奖。他们的动画片已成为文化符号，创作的动画角色也出现在包括电影、书籍和玩具在内的多种媒体或商品上。汉纳巴伯拉动画的节目在20世纪60年代达到鼎盛，在全世界拥有超过三亿观众，并且已被翻译成20多种语言。

## 个人生活
1910年7月14日，威廉·汉纳在新墨西哥州寇里县村庄梅尔罗斯（Melrose）出生，他的父亲叫威廉·约翰·汉纳（William John Hanna），母亲叫艾薇丝·乔伊斯·汉纳（Avice Joyce Hanna），邓比（Denby）是母亲的娘家姓，夫妻俩共有七个孩子，小威廉排行老三，而且是唯一的男孩。据小威廉之后回忆，他和所有姐妹关系和睦，既没有两性间的战争，也没有兄弟姐妹间的勾心斗角，还称自己是在“充满活力的爱尔兰裔美国家庭”长大。老威廉是铁路施工监理，还会承接美国西部各地的供水和下水道系统施工督导业务，所以一家人经常要搬家。
小威廉三岁那年同家人迁居俄勒冈州贝克县县城贝克市（Baker City），老威廉在此监督水坝施工。在此生活期间，小威廉开始对户外运动产生浓厚兴趣。一家人接下来搬往犹他州洛根，再又于1917年迁至加利福尼亚州的圣佩德罗（San Pedro）。之后两年间，一家人又搬了好几次，最终于1919年在加利福尼亚州瓦茨（Watts）定居。
1922年，汉纳在瓦茨加入童军。1925至1928年，他在康普顿高中（Compton High School）就读，并在学校的舞蹈乐队演奏萨克斯管。他对音乐的热爱之后贯穿整个职业生涯，为自己的动画片协调创作过许多歌曲，其中包括《摩登原始人》的主题音乐。汉纳在青年时期就成为鹰级童军，并且终生都积极参与童军活动。成年后，他又以童军团长身份继续服务，美国童军于1985年授予他杰出鹰级童军奖。虽然汉纳凭事业方面成就获得过许多奖项，但他最为自豪的还是这座杰出鹰级童军奖。他对帆船运动很感兴趣，还曾参与理发店四重唱表演。汉纳在康普顿市立学院（Compton City College）学习新闻和结构工程，但因经济大萧条爆发被迫退学。
1936年8月7日，威廉·汉纳与维尔勒特·布兰奇·沃加兹克（Violet Blanch Wogatzke，1913年7月23日－2014年7月11日）喜结连理，两人的婚姻一直持续了64年，直至汉纳去世，育有一子一女，分别叫大卫·威廉·汉纳（David William Hanna）和邦妮·吉恩·威廉姆斯（Bonnie Jean Williams），夫妻俩还有七个孙辈。经洛杉矶作家汤姆·伊东（Tom Ito）协助，汉纳于1996年出版自传，他的老搭档约瑟夫·巴伯拉则已在两年前出版。

## 早年职业生涯
从康普顿市立学院退学后，汉纳曾短暂当过建筑工程师，协助建设好莱坞庞特吉斯剧院（Pantages Theatre）。大萧条期间失业后，他又进入洗车行打工。妹妹的男友鼓励汉纳到太平洋标题和艺术公司（Pacific Title and Art）找工作，该公司主要为电影制作标题卡片。。在这家公司工作期间，汉纳表现出优异的绘画天赋，于是他又在1930年加入哈曼与伊辛动画工作室，该公司此前的作品包括《乐一通》和《梅里小旋律》（Merrie Melodies）系列动画。虽然没有接受过正规训练，但汉纳还是很快就当上油墨和涂料部门主管。除部门本职工作外，汉纳还为动画片创作歌曲和歌词。聘用汉纳的前几年里，哈曼与伊辛动画工作室同太平洋标题和艺术公司的莱昂·施莱辛格（Leon Schlesinger）结成合作伙伴关系。1933年，休·哈曼（Hugh Harman）和鲁道夫·伊辛（Rudolph Ising）决定中止同施莱辛格的合作，开始独立为米高梅拍摄动画片，汉纳也选择跟随两人一同离开，施莱辛格于是通过华纳兄弟发行之前双方一起创作的作品。
1936年，汉纳首次获得执导动画片的机会，这部《致春天》（To Spring）是哈曼与伊辛动画工作室《快乐和谐》（Happy Harmonies）系列动画片中的一集。一年后，米高梅决定自行组建动画部门，中止同哈曼与伊辛动画工作室的合作，汉纳则是米高梅从哈曼与伊辛动画工作室挖角聘用的首批人员。1938至1939年间，他是米高梅动画系列片《船长与孩子们》（Captain and the Kids）的资深总监，这部动画片改编自同名漫画。由于节目表现不佳，汉纳被降级成故事写手，《船长与孩子们》也被取消。汉纳在米高梅的办公桌对面坐的是此前曾在特里动画制片厂（Terrytoons）工作的约瑟夫·巴伯拉，两人很快意识到他们能够成为好搭档。到1939年时，两人已经达成密切的合作伙伴关系，这份关系之后还要持续60余年。与巴伯拉和汉纳合作的动画师特克斯·艾弗里（Tex Avery）曾为华纳兄弟创作过达菲鸭和宾尼兔，还曾为米高梅执导动画片《德鲁比》。

## 猫和老鼠
1940年，汉纳和巴伯拉共同导演《甜蜜的家》（Puss Gets the Boot），该片之后获得第13届奥斯卡最佳动画短片奖提名。米高梅希望确保出品的动画片多元化，所以《甜蜜的家》虽然获得成功，但巴伯拉和汉纳的上级主管弗雷德·昆比（Fred Quimby）还是觉得这类动画片已经足够，不想再继续发掘猫和老鼠的主题。巴伯拉和汉纳对《甜蜜的家》大获成功颇感意外，两人决定不顾昆比的抵制意见，继续在猫和老鼠的道路上走下去。巴伯拉与汉纳接下来同昆比面谈，昆比发现艾森实际上从未参与制作《甜蜜的家》，但却是影片唯一的制片人。面对这样的局面，昆比同意巴伯拉和汉纳继续追寻猫和老鼠的构想，三人职业生涯中最富盛名的《猫和老鼠》由此诞生。。
《猫和老鼠》系列动画片的主要角色同《甜蜜的家》基本相同，主要剧情大多是名叫杰瑞（Jerry）的家鼠反复不断地愚弄猫对头汤姆（Tom）。据汉纳回忆，两人选择猫和老鼠的主题主要是因为在已经确定需要两个角色，配合戏剧冲突、追逐和动作的情况下，猫追老鼠这样的基本情节看起来既合理又自然。经过微调，汤姆和杰瑞于1941年经《午夜点心》（The Midnight Snack）亮相。接下来17年间，汉纳和巴伯拉几乎全身心投入《猫和老鼠》的创作，制作出114部大受欢迎的动画短片。第二次世界大战爆发后，两人还制作过多部动画培训电影。《猫和老鼠》主要依靠动作而非对白推进剧情，虽然人气甚高，但也有批评称这些动画片过分暴力。虽然面临这样的争议，但《猫和老鼠》的第11部短片、1943年上映的《扬基都德鼠》（The Yankee Doodle Mouse）还是为该系列赢得首座奥斯卡奖。最终《猫和老鼠》共有14次提名奥斯卡奖，七次胜出比其它角色统一的系列动画电影都多。汤姆和杰瑞还在米高梅的多部真人电影中客串出镜，例如在1945年的《起锚》（Anchors Aweigh）和1956年的《心声幻影》（Invitation to the Dance）中同吉恩·凯利共舞，又在1953年的《湿身危险》（Dangerous When Wet）里与埃丝特·威廉斯（Esther Williams）一起游泳。
虽然昆比曾谴责艾森独占制作《猫和老鼠》荣誉的行径，但他的做法并没有什么两样。每次他都是独自一人接过奥斯卡小金人，从未邀请巴伯拉或汉纳上台，而且动画片发行时的字幕也显示昆比是唯一的制片人。1955年下半年昆比退休后，巴伯拉和汉纳开始执掌米高梅的动画部门。面对电视的激烈竞赛，米高梅制作的动画片收益开始减少，公司很快意识到重新发行过去的老动画利润要远超制作新作品。1957年，米高梅下令汉纳和巴伯拉下属的业务主管关闭动画部门，并直接用电话通知所有职员下岗。巴伯拉和汉纳都对这毫无征兆的闭幕百思不得其解，毕竟《猫和老鼠》一直都非常成功。

## 电视
在米高梅工作的最后一年里，汉纳转战电视界，与创作《十字军兔》（Crusader Rabbit）的动画师杰伊·沃德（Jay Ward）组建盾牌制片公司，但新公司很快倒闭，两人的合伙关系中止。1957年，巴伯拉再度同汉纳合作，面向电视和影院制作动画。如同之前在米高梅的合作一样，两人分工明确，各施所长，巴伯拉善于绘制草图、创作剧情并插入各种笑料，汉纳则在确定时机、故事架构上颇具天赋，能够招募业内顶尖的画师。重大经营决策由两人共同决定，不过公司总裁的头衔则由两人轮流出任，每年一换。他们经抛硬币决定汉纳有为新公司命名的优先权，起初起名“企业”（和分别是两人的名字首字母缩写），但很快就更名汉纳－巴伯拉制片巴伯拉与汉纳之前在米高梅的同事乔治·希德尼（George Sidney）（《起锚》的导演）成为新公司的业务经理和第三位合伙人，在他的推动下，汉纳－巴伯拉制片同哥伦比亚电影公司分管电视业务的银幕宝石子公司达成分销和经营资本协议，哥伦比亚电影公司还买下汉纳－巴伯拉制片的部分所有权。
新公司接到的第一单生意是《拉夫和莱迪》（The Ruff & Reddy Show），讲述狗和猫之间的友谊。虽然首部影院动画《君子狼》（Loopy De Loop）反响冷淡，但公司很快就凭大获成功的电视动画《哈克狗》（The Huckleberry Hound Show）和《瑜伽熊秀》在业界站稳脚跟。1960年的调查结果表明，《哈克狗》有半数观众是成年人。打响名气后，汉纳－巴伯拉制片开始制作新动画系列剧《摩登原始人》。该剧是情景喜剧《蜜月期》（The Honeymooners）的戏仿作品，围绕石器时代的某个典型家庭展开，剧中不但有各种家用电器和会说话的动物，还有名流客串出镜。《摩登原始人》是美国电视史上第一部大获成功的黄金时段动画节目，观众群囊括成年人和儿童。剧中男主人翁弗雷德招牌式的感叹句“呀吧嗒吧嘟”（yabba dabba doo）很快就成为人们日常生活的组成部分，汉纳－巴伯拉制片也因此坐上电视动画界的头把交椅。公司之后推出《杰森一家》，该剧是《摩登原始人》的太空时代版本。两部动画片都曾在20世纪70和80年代重播，但《摩登原始人》的人气远超《杰森一家》。
20世纪60年代后期，汉纳－巴伯拉制片已成为业界最成功的电视动画制片商，制作出三千余部长约半小时的电视动画节目。他们制作的动画片连续剧有上百部，其中包括《原子蚂蚁》（The Atom Ant）、《小狗奥吉和爸爸》（Augie Doggie and Doggie Daddy）、《乔尼大冒险》（Jonny Quest）、《娇西少女队》、《紫金刚》（The Magilla Gorilla Show）、《一猫二鼠》（Pixie and Dixie and Mr. Jinks）、《快枪麦克劳》（The Quick Draw McGraw Show）和《无敌神猫》。其中无敌神猫是以菲尔·西尔沃斯（Phil Silvers）首创的角色比尔科军士为创作基础，但也曾有报导错称比尔科是瑜伽熊的创作基础。汉纳－巴伯拉制片还曾于1969至1986年推出《史酷比》，1981至1989年推出《蓝精灵》，另外，公司还曾把《爱丽丝梦游仙境》、《杰克与豌豆》和《大鼻子情圣》（Cyrano de Bergerac）改编成动画特别节目，并制作过动画长片《夏洛特的网》和《黑迪之歌》（Heidi's Song）。
20世纪60年代，汉纳巴伯拉制片出品的动画片虽然得到观众认可，但却不得业内艺术家待见。电视动画的制作预算总是赶不上影院发行的动画作品，这种经济现实导致许多动画制片商在20世纪50至60年代倒闭，大量业内人士失业。汉纳巴伯拉制片在开发有限动画技术领域发挥出至关重要的作用，这类技术手段可以有效降低电视动画成本，但也经常会导致画面品质降低。巴伯拉和汉纳在制作《猫和老鼠》早期节目时就已有同这类技术打交道的第一手经验。为了减少每一集的成本，节目内容通常会展现更多角色对白，动画细节因此缩减一集长七分钟动画片所需要的画面数量从1万4000张大幅削减至约2000张，公司还采用多种创新技术，例如快速变幻背景图案，以达到提升画面观赏效果的目的。评论界批评此举导致生动细腻的动画蜕变成二维动画角色的重复动作，对此巴伯拉一度表示，如果不通过这种手段适应电视动画的预算要求，他们就只能改行。虽然新画面风格受到业内批评，但这并不妨碍汉纳巴伯拉制片出品的动画片获得成功，公司得以继续生存，许多人因此没有遭受失业的命运。有限动画之后成为电视动画的标准制作手段，为《辛普森一家》、《海绵宝宝》和《南方公园》等动画片的发展铺平道路。
1966年12月，塔夫特广播公司（Taft Broadcasting）以1200万美元价格收购汉纳巴伯拉动画，巴伯拉和汉纳继续担任公司首脑直至1991年。同年，塔夫脱广播将汉纳巴伯拉动画转卖给透纳广播公司，成交价格估计达3.2亿美元。1992年，新开播的动画有线电视频道开始播映汉纳巴伯拉动画的作品，到了20世纪90年代中期，汉纳巴伯拉动画已为该频道创作出多个原创动画系列，其中包括《德克斯特的实验室》和《飞天小女警》。1996年，透纳广播公司与华纳兄弟母公司时代华纳合并，汉纳巴伯拉动画最终并入华纳兄弟动画公司。巴伯拉和汉纳继续在新公司担任顾问，并一起定期制作新节目，其中包括多部《动画秀》短片，还有1994年上映的《摩登原始人》电影版《摩登原始人之摔跤赛攻击波》（The Flintstones）和2002年发行的《史酷比》。

## 影响
2001年3月22日，威廉·邓比·汉纳因咽喉癌在加利福尼亚州洛杉矶北好莱坞谢世，享年90岁，身后遗骨下葬在森林湖的阿森松公墓。卡通频道在他去世后播出时长20秒的短片，画面上有黑点组成的汉纳肖像，右边还配有字幕（意为“我们会想你——卡通频道”）并逐渐淡出。
汉纳和巴伯拉制作的大部分动画片都围绕友谊或合作伙伴关系展开，《猫和老鼠》中的汤姆和杰瑞、《瑜伽熊秀》里的瑜伽熊和波波、《摩登原始人》中的弗雷德和巴尼，《鲁夫和雷迪》中的两位主角、《杰森一家》众家庭成员、《史酷比》中的史酷比和主人夏奇，以及两人为卡通频道创作的多个角色，如英勇强尼和卡尔（Carl）、《鸡与牛》兄妹与同学弗伦（Flem）和厄尔（Earl）、黄鼠狼威索和我乃班布（I.R. Babboon）、《德克斯特的实验室》主人翁德克斯特和他的超级计算机，以及《飞天小女警》等都是明证，这可能正是巴伯拉和汉纳60多年友谊与合作的缩影。工作上，两人优势互补，但他们生活中的社交圈截然不同。汉纳的大部分私人好友也是动画师，巴伯拉则大多同好莱坞名流来往，莎莎·嘉宝就是他府上常客。他们的分工互为补充，但汉纳中意户外运动，巴伯拉则喜欢海滩、美食和好酒，所以两人工作以外的交流很少。尽管如此，两人在制作超过2000个动画角色的长年合作中极少出现争执。巴伯拉对此表示：“我们完全理解对方，而且非常尊重对方的工作。”汉纳则曾称赞对方在单张素描中捕捉情绪和表达情感的能力无人能及。
有观点认为，汉纳是历史上最杰出的动画师之一，可与特克斯·艾弗里相提并论。他和巴伯拉不但身处电影业界最成功的动画师之列，而且也是最早意识到电视的巨大潜力、并成功适应电视对动画业影响的动画师。伦纳德·马尔丁（Leonard Maltin）认为，巴伯拉和汉纳年复一年地采用同样角色，制作模式也基本保持不变，但却一直能够创作出卓越的动画片，这样的纪录至今无人能及。“他们的角色不但是动画超级巨星，而且业已成为美国流行文化中非常受青睐的组成部分。”另有多份评论认为，两人是沃尔特·迪斯尼在动画业界仅有的对手。
汉纳和巴伯拉对电视动画有深远影响，两人创作的动画片经常入选“最佳”之列。他们创作的许多角色还在电影、书籍和玩具等传播媒体上亮相。两人的节目在20世纪60年代就拥有超过三亿观众，至今已被翻译成20多种语言。除动画外，巴伯拉和汉纳作品中的音乐也颇受好评，1946年推出的《猫的协奏曲》（The Cat Concerto）和1952年播映的《老鼠约翰》（Johann Mouse）很大程度上就是因为其中对古典音乐的应用而被誉为“动画片的大师之作”，两片都顺利夺得奥斯卡最佳动画短片奖。
汉纳和巴伯拉共计七次获奥斯卡金像奖，八次获艾美奖，其中《哈克狗》于1960年成为第一部获艾美奖肯定的动画片。两人还于1960年获金球奖电视成就奖，1983年又获太平洋广播先锋金艾克奖，1987年获广播音乐公司先锋奖，1988年获艾里斯奖年度人物奖、国际授权业协会终身成就奖、电视艺术与科学学院董事奖和杰基·库根奖青年娱乐电影杰出成就奖，1989年获辛辛那提大学音乐学院和广播事务管理学院颁发的弗雷德里克··齐夫奖通讯传播杰出成就奖。此外，两人于1976年入选好莱坞星光大道，还曾多次获安妮奖和多种环境奖，1994年入选电视名人堂前，两人还获得过其它多项荣誉。2005年3月，电视艺术与科学学院和华纳兄弟动画公司在位于北好莱坞的电视艺术与科学学院名人堂广场立起雕塑墙，向汉纳和巴伯拉致敬。

### 脚注
1. 1 2  威廉·汉纳的自传，2000年出版，第5頁.
2. 1 2 3  2001年3月23日《爱尔兰时报》第16版讣告：《威廉·汉纳》，肖恩·霍根著.
3. ↑  威廉·汉纳的自传，2000年出版，第9頁.
4. 1 2  威廉·汉纳的自传，2000年出版，第6頁.
5. 1 2 3 4 5  2001年3月24日《卫报》报导：《威廉·汉纳：作品包括〈猫和老鼠〉与〈摩登原始人〉的动画大师》，丹尼斯·吉福德著.
6. ↑  约瑟夫·巴伯拉的自传，1994年出版，第67頁.
7. ↑  威廉·汉纳的自传，2000年出版，第10頁.
8. ↑  威廉·汉纳的自传，2000年出版，第11頁.
9. 1 2  AllMovie网站：《威廉·汉纳生平简介》，哈尔·埃里克森著.
10. 1 2  约瑟夫·巴伯拉的自传，1994年出版，第67–68頁.
11. 1 2 3 4  2001年3月22日洛杉矶城市新闻服务社发布的《汉纳讣告》.
12. 1 2 3  2001年3月24日苏格兰格拉斯哥《先驱报》第16版讣告：《威廉·汉纳：拥有插科打诨和动画时机天赋的动画剧作家》，艾莉森·克尔著.
13. 1 2 3 4  2001年3月24日《每日纪事报》报导：《动画之王死了：汉纳那充满魔力的笔触曾为我们带来弗雷德、瑜伽熊和史酷比》，罗恩·摩尔著.
14. 1 2 3 4 5 6 7 8 9  广播通讯博物馆网站：《威廉·汉纳与约瑟夫·巴伯拉：美国电视动画师》，梅根·马伦著.
15. 1 2  约瑟夫·巴伯拉的自传，1994年出版，第120頁.
16. ↑  美国童军官方网站：杰出鹰级童军奖获奖名单.
17. 1 2 3 4 5 6 7 8  2001年11月22日英国《每日电讯报》讣告：《威廉·汉纳》.
18. 1 2 3  1996年2月《石董和收藏杂志》第24页：《威廉·邓比·汉纳和约瑟夫·罗兰德·巴伯拉》.
19. ↑  《综艺日报》2001年3月21日第六版讣告：《动画巨人汉纳以90岁高龄谢世》，理查德·纳塔莱与菲尔·加洛合著.
20. 1 2 3 4  2001年3月23日《纽约时报》讣告：《创造过许多动画人物的威廉·汉纳以90年高龄谢世》.
21. ↑  威廉·汉纳的自传，2000年出版，第29頁.
22. ↑  动画世纪网络新闻站2001年3月22日报导：《比尔·汉纳与世长辞》，里克·德莫特著.
23. ↑  约瑟夫·巴伯拉的自传，1994年出版.
24. ↑  《综艺日报》2001年3月21日第六版讣告：《动画巨人汉纳以90岁高龄谢世》，理查德·纳塔莱与菲尔·加洛合著，第6頁.
25. 1 2  2001年3月24日英国泰晤士报讣告：《威廉·汉纳》.
26. 1 2 3 4 5 6 7 8  2001年3月24日英国《独立报》报导：《威廉·汉纳》，汤姆·瓦兰斯著.
27. 1 2 3 4 5 6  2001年3月22日《新闻日报》，美联社消息：《动画之王以90岁高龄逝世》.
28. ↑  约瑟夫·巴伯拉的自传，1994年出版，第68頁.
29. ↑  约瑟夫·巴伯拉的自传，1994年出版，第68–69頁.
30. 1 2  威廉·汉纳的自传，2000年出版，第Foreword頁.
31. ↑  威廉·汉纳的自传，2000年出版，第33頁.
32. ↑  T·R·亚当斯著：《猫和老鼠50年》，1991年出版，第18頁.
33. 1 2 3  2001年3月21日英国广播公司新闻台报导：《动画梦幻组合》.
34. ↑  合众国际社2001年3月23日讣告：传奇动画师威廉·汉纳去世.
35. ↑  美国电影与艺术学院官方网站：第13届奥斯卡金像奖提名和获奖名单.
36. ↑  约瑟夫·巴伯拉的自传，1994年出版，第75–76頁.
37. ↑  威廉·汉纳的自传，2000年出版，第45頁.
38. ↑  约瑟夫·巴伯拉的自传，1994年出版，第78–79頁.
39. ↑  威廉·汉纳的自传，2000年出版，第46頁.
40. ↑  卡通频道：《猫和老鼠》动画指南.
41. ↑  约瑟夫·巴伯拉的自传，1994年出版，第92–93頁.
42. ↑  威廉·汉纳、约瑟夫·巴伯拉和特德·塞纳特合著，1989年出版：《汉纳巴伯拉动画的艺术：五十年的创造力，第42頁.
43. ↑  牛津大学出版社出版，1992年春季刊《美国文学史》文章：《古曲主义动画和漫画：低俗艺术的高端艺术史》，埃里克·斯穆丁著，第134頁.
44. ↑  美国电影与艺术学院官方网站：第16届奥斯卡金像奖提名和获奖名单.
45. ↑  2001年3月2日《华盛顿邮报》第C04版报导：《电视动画人威廉·汉纳》，理查德·皮尔森著.
46. 1 2 3 4 5  2001年3月21日哥伦比亚广播公司新闻台报导：《动画传奇人物威廉·汉纳逝世》.
47. 1 2 3 4 5 6 7 8 9 10  美国有线电视新闻网2001年3月23日讣告：《动画传奇威廉·汉纳以90高龄辞世》.
48. ↑  约瑟夫·巴伯拉的自传，1994年出版，第83–84頁.
49. 1 2 3  美国《纽约时报》2006年12月19日讣告：《约瑟夫·巴伯拉，动画二人组的另一半以95岁高龄谢世》，戴夫·伊兹科夫著.
50. 1 2  约瑟夫·巴伯拉的自传，1994年出版，第2–3, 109頁.
51. ↑  斯科特·基斯著，2001年出版，《咆哮的驼鹿》，第27–29頁.
52. ↑  威廉·汉纳的自传，2000年出版，第77, 146頁.
53. ↑  威廉·汉纳的自传，2000年出版，第81–83頁.
54. 1 2 3 4 5  英国广播公司新闻2006年12月19日报导：《汉纳巴伯拉的动画黄金时代》，马克·萨维奇著.
55. 1 2  英国广播公司2001年3月21日新闻：《美国传奇动画大师去世》.
56. ↑  2006年12月20日英国《每日电讯报》报导：《创造〈猫和老鼠〉的动画大师画下他的最后一笔》，梅丽莎·惠特沃斯著.
57. ↑  2001年3月22日美联社消息：《动画先锋汉纳以九十高龄谢世》.
58. ↑  约瑟夫·巴伯拉的自传，1994年出版，第228–230頁.
59. 1 2 3 4 5  2001年12月30日美国《纽约时报》报导：《他们生活的时代：威廉·汉纳，生于1910年，拥有对石器时代的远见》，埃里克·纳什著.
60. 1 2  保罗·韦尔斯著，罗格斯大学出版社2002年出版：《动画和美国》，第75頁.
61. 1 2  2004年1月12日出版，第58卷第二期《电影季刊》第54页文章：《保罗·威尔斯的动画和美国》，克尔斯滕·莫阿纳·汤普森著.
62. 1 2  2001年3月24日《独立报》讣告：《改变动画的漫画家威廉·汉纳以九十高龄去世》，安德鲁·邦科姆著.
63. ↑  约瑟夫·巴伯拉的自传，1994年出版，第74, 115頁.
64. ↑  约瑟夫·巴伯拉的自传，1994年出版，第162, 235–236頁.
65. 1 2  2001年3月28日《苏格兰人报》第十六版文章：《威廉·汉纳，动画师和动画创作师》，史蒂芬·阿拉斯代尔著.
66. ↑  圣詹姆斯出版社1998年出版，《国际公司历史目录》第23卷.
67. ↑  2001年3月21口《综艺》杂志第151页文章：《威廉·汉纳》，理查德·纳塔莱与菲尔·加洛合著.
68. ↑  2006年12月20日英国《泰晤士报》讣告：《约瑟夫·巴伯拉》.
69. ↑  美国电视档案馆：伦纳德·马尔丁——《采访约瑟夫·巴伯拉》.
70. ↑  2006年12月18日《达拉斯早间新闻报》，美联社消息：动画创作家乔·巴伯拉与世长辞.
71. ↑  帕特里夏·布鲁克斯与乔纳森·布鲁克斯合著：《长眠于加利福尼亚州》，2006年出版.
72. ↑  威廉·汉纳的自传，2000年出版，第214頁.
73. ↑  威廉·汉纳的自传，2000年出版，第52–53頁.
74. ↑  约瑟夫·巴伯拉的自传，1994年出版，第120–121頁.
75. ↑  BBC新闻：《讣告：约瑟夫·巴伯拉》.
76. ↑  2001年3月23口《综艺》杂志讣告：《动画先锋威廉·汉纳以九十高龄谢世》.
77. ↑  2006年12月19日《卫报》报导：《动画经典的创作者乔·巴伯拉以95岁高龄逝世》，李·格伦丁宁著.
78. ↑  2001年3月29日《澳大利亚人报》第十二版报导：《猫和老鼠的游戏诞生电视动画帝国》，马克·朱德里著.
79. ↑  美国有线电视新闻网2002年7月30日节目：《兔八哥登上最伟大动画角色榜首》.
80. ↑  威廉·汉纳、约瑟夫·巴伯拉和特德·塞纳特合著，1989年出版：《汉纳巴伯拉动画的艺术：五十年的创造力，第34頁.
81. ↑  牛津大学出版社出版，1992年春季刊《美国文学史》文章：《古曲主义动画和漫画：低俗艺术的高端艺术史》，埃里克·斯穆丁著，第133頁.
82. ↑  美国电影与艺术学院官方网站：第19届奥斯卡金像奖提名和获奖名单.
83. ↑  美国电影与艺术学院官方网站：第25届奥斯卡金像奖提名和获奖名单.
84. 1 2  AllMovie网站：威廉·汉纳获奖名单.
85. ↑  2006年12月30日英国《独立报》第32版讣告：《动画先锋约瑟夫·巴伯拉，他和威廉·汉纳的创作包括〈摩登原始人〉和〈猫和老鼠〉》，汤姆·瓦兰斯著.
86. ↑  威廉·汉纳的自传，2000年出版，第170頁.
87. ↑  威廉·汉纳的自传，2000年出版，第171頁.
88. ↑  2005年3月17日美国《综艺日报》报导：《美国电视艺术与科学学院于星期三在位于北好莱坞的电视名人堂广场为1200磅的青铜雕塑墙揭幕，献给动画师兼节目运作人约瑟夫·巴伯拉和已故的威廉·汉纳》.
89. ↑  时代华纳新闻稿：《威廉·汉纳和约瑟夫·巴伯拉雕塑墙在美国电视艺术与科学学院电视名人堂广场揭幕》.

### 书目
- Hanna, William; Tom Ito. . Emeryville, California: Da Capo Press. 2000. ISBN 0-306-80917-6.
- Barbera, Joseph. . Atlanta, GA: Turner Publishing. 1994. ISBN 1-57036-042-1.</ref>
- Adams, T. R. . New York, NY: Crescent Books, a Random House Company. 1991. ISBN 0-517-05688-7.
- Brooks, Patricia; Jonathan Brooks. . Guilford, CT: Insider's Guide. 2006: 224. ISBN 0-7627-4101-5.
- Wells, Paul. . New Brunswick, NJ: Rutgers University Press. 2002  [2016-07-11]. ISBN 0-8135-3160-8. （原始内容存档于2016-08-18）.
- Hanna, William; Joseph Barbera; Ted Sennett. . New York, NY: Viking Studio Books. 1989. ISBN 0-670-82978-1.
- Scott, Keith. . New York, NY: St. Martin's Griffin. 2001. ISBN 0-312-28383-0.
- 23. Farmington Hills, MI: St. James Press. 1998  [2016-07-11]. （原始内容存档于2016-04-05）.

### 平面媒体及传统媒体新闻报导
- Hogan, Sean. . The Irish Times. 2001-03-23: 16  [2016-07-11]. （原始内容存档于2016-03-05）.
- Gifford, Denis. . The Guardian (London). 2001-03-24  [2016-07-10]. （原始内容存档于2016-03-07）.
- Pearson, Richard. . The Washington Post. 2001-03-25: C04.
- . City News Service – Los Angeles. 2001-03-22.
- Kerr, Alison. . The Herald (Glasgow). 2001-03-24: 16  [2016-07-16]. （原始内容存档于2014-11-18）.
- . United Press International. 2001-03-23.
- Natale, Richard; Phil Gallo. . Daily Variety. 2001-03-21: 6.
- . The Dallas Morning News. Associated Press. 2006-12-18  [2010-12-28]. （原始内容存档于2010-12-28）.
- Vallance, Tom. . The Independent (London). 2001-03-24  [2010-07-17]. （原始内容存档于2008-12-10）.
- . BBC News. 2001-03-21  [2016-07-11]. （原始内容存档于2016-03-05）.
- Whitworth, Melissa. . The Telegraph (New York: Telegraph Media Group Limited). 2006-12-20  [2016-07-16]. （原始内容存档于2016-03-25）.
- . The New York Times (The New York Times Company). 2001-03-23  [2016-07-10]. （原始内容存档于2016-03-08）.
- . The Daily Telegraph (London: Telegraph Media Group Limited). 2001-11-22  [2016-07-10]. （原始内容存档于2016-03-14）.
- Rinker, Harry L. . Antiques & Collecting Magazine (Lightner Publishing Corporation). 1996-02, 100 (12): 24  [2016-07-17]. ISSN 1084-0818. （原始内容存档于2021-02-15）.
- . The Times (London). 2006-12-20  [2011-09-03]. （原始内容存档于2011-09-03）.
- Moore, Ron. . Daily Record. 2001-03-24.
- . CBS News. 2001-03-21  [2016-07-10]. （原始内容存档于2016-03-06）.
- . BBC News. 2001-03-21  [2016-07-10]. （原始内容存档于2016-03-05）.
- . The Times (UK). 2001-03-24.
- . Newsday. Associated Press. 2001-03-22  [2016-07-17]. （原始内容存档于2016-03-03）.
- Smoodin, Eric. . American Literary History (Oxford, England: Oxford University Press). Spring 1992, 4 (1).
- . CNN. 2001-03-23  [2016-07-10]. （原始内容存档于2008-05-15）.
- Itzkoff, Dave. . The New York Times (The New York Times Company). 2006-12-19  [2016-07-10]. （原始内容存档于2016-01-09）.
- Savage, Mark. . BBC News. 2006-12-19  [2016-07-10]. （原始内容存档于2016-03-05）.
- Alasdair, Steven. . The Scotsman. 2001-03-28: 16.
- Nash, Eric P. . The New York Times (The New York Times Company). 2001-12-30  [2016-07-11]. （原始内容存档于2016-03-08）.
- Gentile, Gary. . The Associated Press. 2001-03-22  [2016-07-17]. （原始内容存档于2016-04-05）.</ref>
- Thompson, Kirsten Moana. . Film Quarterly (University of California Press). 2004-01-12, 58 (2): 54.
- Buncombe, Andrew. . The Independent (London). 2001-03-24  [2009-07-03]. （原始内容存档于2009-07-03）.
- . USA Today (Gannett Co. Inc.). 2001-03-23  [2016-07-11]. （原始内容存档于2015-01-29）.
- Natale, Richard; Phil Gallo. . Variety. 2001-03-21: 151.
- . BBC News. 2006-12-18  [2016-07-11]. （原始内容存档于2016-03-07）.
- . CNN. 2002-07-30  [2016-07-11]. （原始内容存档于2016-03-05）.
- Glendinning, Lee. . The Guardian (London). 2006-12-19  [2016-07-11]. （原始内容存档于2016-03-07）.
- Juddery, Mark. . The Australian (News Limited). 2001-03-29: 12.
- Vallance, Tom. . The Independent (London). 2006-12-20: 32  [2016-07-16]. （原始内容存档于2016-03-03）.
- . Daily Variety. 2005-03-17.
- (新闻稿). Time Warner.   [2016-07-11]. （原始内容存档于2016-07-11）.

### 在线及其他来源
- Erickson, Hal. . AllMovie.   [2016-07-16]. （原始内容存档于2016-06-10）.
- . Academy of Motion Picture Arts and Sciences.   [2016-07-22]. （原始内容存档于2016-07-02）.
- . Academy of Motion Picture Arts and Sciences.   [2016-07-22]. （原始内容存档于2016-07-02）.
- . Academy of Motion Picture Arts and Sciences.   [2016-07-22]. （原始内容存档于2016-07-02）.
- Mullen, Megan. . Museum of Broadcast Communications.   [2013-09-26]. （原始内容存档于2013-09-26）.
- (PDF). Scouting.org.   [2016-07-16]. （原始内容 (PDF)存档于2016-03-12）.
- DeMott, Rick. . AWN News (Animation World Network). 2001-03-22  [2016-07-16]. （原始内容存档于2016-03-05）.
- . Academy of Motion Picture Arts and Sciences.   [2016-07-22]. （原始内容存档于2016-07-02）.</ref>
- . Cartoon Network. 2008  [2014-08-16]. （原始内容存档于2014-08-16）.
- Leonard Maltin.  (Digital). Archive of American Television. 1997  [2016-07-11]. （原始内容存档于2016-04-04）.
- . AllMovie.   [2016-07-11]. （原始内容存档于2016-07-11）.

## 扩展阅读
- Cawley, John; Jim Korkis. . Las Vegas, NV: Pioneer. 1990. ISBN 1-55698-269-0.
- Erickson, Hal. . Jefferson City, NC: McFarland & Company. 1987. ISBN 0-7864-0029-3.
- Horn, Maurice. . New York, NY: Chelsea House Publishing. 1980. ISBN 0-87754-088-8.
- Lenburg, Jeff. . New York, NY: Chelsea House. 2011. ISBN 1-60413-837-8.
- Mallory, Michael. . Englewood, NJ: Universe. 1987. ISBN 0-88363-108-3.
- Maltin, Leonard. . New York, NY: New American Library. 1987. ISBN 0-452-25993-2.